# Нури, Педжман
Педжма́н Ну́ри (13 июля 1980 года, Резваншахр, Гилян, Иран) — иранский футболист, полузащитник. С июля 2016 года игрок клуба «Хуне», который выступает в Лиге Аазадеган — второй по уровню футбольной лиги Ирана. В 2003—2013 годах выступал за национальную сборную Ирана, за которую сыграл 49 матчей и забил 4 гола. Имеет прозвище «Кир Великий», из-за характерной внешности.

## Карьера
Играл в молодёжной команде «Малавана», а в 2001 году начал профессиональную карьеру именно в этом клубе. Играл за данный клуб до 2003 года и за это время сыграл в 48 матчах. Потом два сезона выступал за «Пега», а в 2005—2009 годах за тегеранский «Персеполис».
В 2009 году вернулся в «Малаван» и играл за свой родной клуб до 2011 года. Потом перешёл в клуб из ОАЭ — «Эмирейтс», за которого сыграл 6 матчей и забил 1 гол. В 2012 году снова вернулся в «Малаван», а в 2013—2014 годах играл за ещё один тегеранский клуб — «Эстегляль». В 2014—2016 годах снова выступал за «Малаван». С июля 2016 года игрок клуба «Хуне».
Впервые в национальную сборную Ирана был вызван в 2003 году. Завершил выступать за сборную Ирана в 2013 году и за это время сыграл за «Тим мелли» 49 матчай и забил 4 гола.